# Efekt negativnosti
Efekt negativnosti u psihologiji je naklonost ljudi kada ocijenjuju uzoke ponašanja i odluke osobe koja im se ne sviđa, da pridodaju utjecaj sredine kao uzrok za njihovo pozitivno ponašaje te za njihovo negativno ponašanje pripisuju njihovoj ćudi. Efekt negativnosti je suprotan efektu pozitivnosti, koja se pronalazi kada osobe ocijenjuju uzroke ponašanja osobe koje im se sviđaju. Oba efekta su atribucijska izobličenja. Efekt negativnosti igra ulogu kod stvaranja osnovne atribucijske greške, što je glavni prinosnik predrasuda. 
Termin efekt negativnosti također se odnosi na naklonost nekih osoba da prepisuju više težine na negativne podatke kada opisivaju druge osobe. Istraživanje je pokazalo da je efekt negativnost u ovom smislu je jako učestal kod mlađih osoba, i kod starijih osoba ovaj efekt je manje izražen i kod njih je više izražen efekt pozitivnosti